# Liste der denkmalgeschützten Objekte in Sibratsgfäll
Die Liste der denkmalgeschützten Objekte in Sibratsgfäll enthält die denkmalgeschützten, unbeweglichen Objekte der Gemeinde Sibratsgfäll im Bregenzerwald in Vorarlberg.

## Denkmäler
| Foto |                 | Denkmal                                                     | Standort                               | Beschreibung | Metadaten |
| ---- | --------------- | ----------------------------------------------------------- | -------------------------------------- | --- | --- |
| ja   | Datei hochladen | Kath. Pfarrkirche hl. Michael HERIS-ID: 4765 Objekt-ID: 622 | Standort KG: Sibratsgfäll              | Die 1805 errichtete Pfarrkirche wurde 1845 und 1951 erweitert. Zur Ausstattung gehören Werke der Montafoner Künstlerfamilie Bertle. Am rechten Seitenaltar ist der Schutzengel Raphael zu sehen, im Chorraum ein Bild des hl. Michael. | BDA-Hist.: Q16269208 Status: § 2a Stand der BDA-Liste: 2025-06-30 Name: Kath. Pfarrkirche hl. Michael GstNr.: .57, 499/3 Pfarrkirche Hl. Michael (Sibratsgfäll) |
| ja   | Datei hochladen | Sägewerk HERIS-ID: 25138 Objekt-ID: 21554seit 2014          | Dorf 30 Standort KG: Sibratsgfäll      | Das samt der Einrichtung unter Denkmalschutz gestellte Sägewerksgebäude mit seiner „Augsburger Säge“ (Blocksäge, wasserbetrieben, mit einfachem Sägeblatt) wird auf das späte 19. Jahrhundert datiert.                                 | BDA-Hist.: Q37890480 Status: Bescheid Stand der BDA-Liste: 2025-06-30 Name: Sägewerk GstNr.: .40                                                                |
| BW   | Datei hochladen | Berggasthof Waldrast HERIS-ID: 25142seit 2025               | Sausteig 133 Standort KG: Sibratsgfäll | | BDA-Hist.: Q135167690 Status: Bescheid Stand der BDA-Liste: 2025-06-30 Name: Berggasthof Waldrast GstNr.: 73/14                                                 |